# Skarżysko-Kamienna
Skarżysko-Kamienna je město v Polsku v severní části Svatokřížského vojvodství, sídlo stejnojmenného okresu. V roce 2024 zde žilo 40 928 obyvatel, a jedná se tak o čtvrté největší město vojvodství. Do roku 1928 se město jmenovalo pouze Kamienna, což je také název řeky, která městem protéká a jež se později vlévá do Visly.

## Partnerská města
- Franklin Park, USA
- Grodno, Bělorusko
- Kavarna, Bulharsko
- Stafford, Spojené království
- Žmerynka, Ukrajina